# A hercegnő és a kobold
A hercegnő és a kobold (angol cím: The Princess and the Goblin) 1991-ben bemutatott magyar–brit–japán koprodukciós rajzfilm, amely George MacDonald regénye alapján készült. Az animációs játékfilm rendezője Gémes József, írója és producere Robin Lyons. A zenéjét Lerch István szerezte. A mozifilm a Pannónia Filmstúdió gyártásában készült, a Budapest Film és a Pannónia Film forgalmazta. Műfaja zenés fantasyfilm.
Magyarországon 1991. december 20-án, az Egyesült Királyságban 1992. december 18-án mutatták be a mozikban.

## Cselekmény
Angelika, a fiatal hercegnő egy délután eltéved az erdőben, magára hagyva Dadusát. Az erdő sötét, ismeretlen részében furcsa, ijesztő teremtmények veszik körül, azonban Kófic, a bányászfiú dalával elriasztja őket. Angelika így békében hazatérhet.
A fiú apjával dolgozik a kőbányában, és nem sokkal ezután beszakad alatta egy járat. Egy kiterjedt barlangrendszerbe kerül. Ebben a fénytől elzárt világban élnek a gonosz koboldok, akik hajdan emberek voltak, de elvetemültségük miatt a föld alá űzték őket. Amellett, hogy nem viselik el a zenét, csak egy gyenge pontjuk van: egyetlen ujjba összeforrt lábuk. Sziklakemény bőrükön fegyver nem hatolhat át. A koboldok most a bánya elárasztására készülnek, sőt bosszúhadjáratot akarnak indítani az emberek ellen. (A főszervező a kőcipős koboldkirálynő és fia, Varangy herceg, míg az öreg koboldkirály leginkább náthájával van elfoglalva.) Kófic elhatározza, hogy miután értesíti szüleit, kikémleli a koboldok tervét. Miután megtudja, hogy Varangy az emberek királya akar lenni, úgy, hogy feleségül veszi Angelikát, balszerencséjére fogságba esik, azonban éneklésével távol tudja tartani magától a gonosz lényeket.
Eközben Angelika hazakerülve a vár egyik eldugott padlásszobájában tündöklő jelenséggel találkozik: a fehér hajú hölgy a királylány üknagymamájaként mutatja be magát, és ad a kislánynak egy varázslatos, láthatatlan fonalat. Az üknagyanyát ugyan senki sem látta, és a koboldokban sem hisz senki, de a jószívű király hallgat kislányára, és őrséget állíttat. Angelika a csodálatos fonalat követve elindul, és a barlangba jut, ahol Kóficot őrzik.
A fonal mentén sikerül kijutniuk, és értesíteniük a királyt. A kimerült, sebesült Kófic eleinte nem hisz a királylány titokzatos üknagymamájában, de miután megjelenik neki a pihenőhelyén és meggyógyítja, újult erővel száll csatába a vár alatt alagutat ásó koboldok ellen. Ellenük a megkettőzött őrség is tehetetlen mindaddig, amíg Kófic meg nem tanítja őket a dal és a lábra célzás módszereire. Végül a csúf hordát sikerül elűzni, ők azonban elárasztják a várat. A tervük balul üt ki, ugyanis a felduzzasztott barlangi tó vize elsősorban őket sodorja kidőlt várfalon át a mélybe.
A történet végén minden jóra fordul: az Angelikát rabul ejtő Varangy is lehull a szédítő magasságból, Angelika és Kófic kibékül, a vár kiszárad, és mind a királyi, mind a bányászcsalád boldog dalolásban egyesül.

## Szereplők
| Szereplő              | Angol hang                       | Magyar hang                                          |
| --------------------- | -------------------------------- | ---------------------------------------------------- |
| Angelika hercegnő     | Sally Ann Marsh                  | Somlai Edina                                         |
| Kófic                 | Peter Murray Paul Keating (ének) | Minárovits Péter                                     |
| Dadus                 | Mollie Sugden                    | Győri Ilona                                          |
| Király                | Joss Ackland                     | Avar István                                          |
| Angelika ükmamája     | Claire Bloom                     | Kállay Ilona                                         |
| Koboldok királynéja   | Peggy Mount                      | Schubert Éva                                         |
| Koboldok királya      | Robin Lyons                      | Kautzky József                                       |
| Alacsony-kövér katona | Robin Lyons                      | Melis Gábor                                          |
| Varangy herceg        | Rik Mayall                       | Bezerédi Zoltán                                      |
| Glump                 | Victor Spinetti                  | Kránitz Lajos                                        |
| Mump                  | Roy Kinnear                      | Pathó István                                         |
| Kófic apja            | William Hootkins                 | Perlaki István                                       |
| Kófic anyja           | Maxine Howe                      | Némedi Mari                                          |
| Magas-sovány katona   | Stephen Lyons                    | Rosta Sándor                                         |
| Kutyás kobold         | Stephen Lyons                    | Rácz Géza                                            |
| Inas                  | Frank Rozelaar-Green             | Csuja Imre                                           |
| Katonák               | N/A                              | Melis Gábor Pethes Csaba Rosta Sándor Salinger Gábor |

## Szinkronstáb
| A magyar változat munkatársai | A magyar változat munkatársai                                             |
| ----------------------------- | ------------------------------------------------------------------------- |
| Felolvasó                     | Bozai József                                                              |
| Magyar szöveg                 | Sarodi Tibor                                                              |
| Hangmérnök                    | Márkus Tamás                                                              |
| Rendezőasszisztens            | Dezsőffy Rajz Katalin                                                     |
| Vágó                          | Árvay Zsuzsa                                                              |
| Gyártásvezető                 | Fehér József                                                              |
| Szinkronrendező               | Kiss Beáta                                                                |
| Szinkronstúdió                | Mafilm Audio Kft.                                                         |
| Forgalmazó                    | Budapest Film Pannónia Film A Magyar Mozgókép közalapítvány támogatásával |

## Nézettség
A nézettségi adatok szerint 102 783 jegyet adtak el rá.